# Vagabundierender Strom
Ein vagabundierender Strom ist ein Teilstrom eines Betriebsstromes, der im ungestörten Zustand fließt. Er ist ein Fehlstrom, der einen ungeplanten Rückweg außerhalb des Betriebsstromkreises nimmt und somit auf dem planmäßig für die Stromleitung vorgesehen Leiter fehlt. Vagabundierende Ströme kommen in Gleichstrom- und in Wechselstromanlagen vor.

## Grundlagen
Im Normalfall fließt der Strom in einem Stromkreis über den Hinleiter zum Verbraucher und über den Rückleiter zurück zur Spannungsquelle. Es kann aber auch geschehen, dass ein Teil des Betriebsstromes nicht über den Leiter zurück zur Spannungsquelle fließt, sondern über einen anderen Weg, z. B. über leitfähige Gebäude- oder Anlagenteile oder das Erdreich. Solche Ströme bezeichnete man als vagabundierende Ströme. Die Bezeichnung rührt daher, dass diese Ströme unkontrolliert irgendwo in einer elektrischen Anlage fließen (herumstrolchen).
In der Gleichstromtechnik bezeichnete man diese vagabundierenden über das Erdreich fließenden Ströme auch als Streustrom. Mittlerweile wird dieser Begriff auch im Bereich der Wechselstromtechnik verwendet. Man unterscheidet zwischen internen und externen Streuströmen. Ein durch das Erdreich fließender Strom wird auch als Erdstrom bezeichnet.
Durch vagabundierende Ströme kann es zu Schäden durch Korrosion und Lochfraß kommen. Des Weiteren kann es zu Erdpotentialverschleppungen kommen. Weitere Beeinträchtigungen, die durch vagabundierende Ströme entstehen können, sind Einkopplungen von niederfrequenten Feldern und Senden von störenden Magnetfeldern. Vagabundierende Ströme können z. B. bei Lichtbogenschweißgeräten über den Schutzleiter oder externe Signalleitungen zurückfließen.

## Vagabundierender Gleichstrom
Vagabundierender Gleichstrom (Streustrom) entsteht, wenn Gleichstrom aus der elektrischen Anlage austritt und dann über das feuchte Erdreich weiterfließt. Dieser Strom verteilt sich dann auf große Querschnitte des Erdreichs und fließt je nach spezifischem Widerstand des Erdreichs über unterschiedliche Bahnen zurück. Dabei sind die Wege, die diese Ströme fließen, nicht vorherbestimmbar.
Durch diese Ströme können im Erdreich befindliche Metallteile negativ beeinflusst werden. Insbesondere große Metallteile wie z. B. Rohre und Kabelmäntel aus Metall, die sich in der näheren Umgebung der Stromeintrittsstelle befinden, sind besonders gefährdet. Diese negative Beeinflussung bezeichnet man in der Elektrotechnik als Streustromkorrosion.
Beobachtet wurde dieser physikalische Vorgang erstmals gegen Ende des 19. Jahrhunderts, als man die ersten elektrisch betriebenen Bahnlinien in Betrieb nahm und Gas- sowie Wasserleitungen, die neben den Gleisen lagen, kurze Zeit danach Schäden durch Lochfraß aufwiesen. Bereits Anfang des 20. Jahrhunderts wurden hierfür erste Anlagen mit kathodischen Schutzverfahren installiert.
Vagabundierende Gleichströme können auftreten bei:
- elektrischen Bahnen und Omnibussen mit Oberleitungen
- Gleichstromversorgungsnetzen
- Gleichstromfernmeldenetzen
- Gleichstromschweißanlagen[9]
- Verkehrssignalanlagen
- der Hochspannungsgleichstromübertragung
- kathodischen Korrosionsschutzsystemen.[13]

## Vagabundierender Wechselstrom
Ein vagabundierender Wechselstrom entsteht entweder durch Mängel im Erdungssystem oder durch einen ungünstigen Netzaufbau.
In TN-Netzen kommt es, je nach Netzform, oftmals zu vagabundierenden Strömen auf dem Erdungs- und Potentialausgleichsleiter. Anfällig sind hier hauptsächlich TN-C-Netze. aber auch das TN-C-S-System. Das liegt daran, dass bei diesen Netzformen Neutralleiter und Erdungsleiter nicht über die gesamte Anlage konsequent getrennt geführt sind.
Insbesondere kommt es dann zu vagabundierenden Strömen, wenn der Parallelwiderstand {\displaystyle R_{par}} der Gebäudeerdungs- und der Potentialausgleichsanlage kleiner ist als der Widerstand {\displaystyle R_{PEN}} des PEN-Leiters:
{\displaystyle R_{par}<R_{PEN}}
Dieser vagabundierende Strom fließt betriebsmäßig nicht über das elektrische Leitungsnetz, sondern über leitfähige Gebäude- und Anlagenteile, die an den Potentialausgleich angeschlossen sind. Der vagabundierende Strom {\displaystyle I_{vag}}, der dabei vom PEN-Leiter abgezweigt wird, ist umso größer, je kleiner der Parallelwiderstand der Gebäudeerdungs- und der Potentialausgleichsanlage im Verhältnis zum Widerstand des PEN-Leiters ist:
{\displaystyle I_{vag}\propto {\frac {R_{PEN}}{R_{par}}}}
Dabei kann der vagabundierende Strom trotz einer Spannung von annähernd Null Volt auf dem Installationssystem relativ hohe Stromstärken haben. Dadurch führt der Schutzleiter betriebsmäßig Strom. Dieser fließt dann auch über die Schirme von Datenleitungen. Da diese oftmals nicht stromtragfähig sind, können die Leitungen abbrennen. Dies kann im schlimmsten Fall zu einem Gebäudebrand führen.
Außerdem können durch die vagabundieren Ströme Störungen auf die Datenleitungen eingekoppelt werden. Dies ist deshalb äußerst ungünstig für die Elektromagnetische Verträglichkeit. Dies kann bereits bei kleinen Strömen von einigen 10 mA auftreten, wenn diese als vagabundierende Ströme auf dem geerdeten Schirm der Datenleitung vorhanden sind.
Zwar verursachen von außen einstreuende Ströme, z. B. von Wechselstrombahnen, keine Streustromkorrosion, trotzdem kann es durch interne, auf Wasser- und Heizungsrohren fließende Ströme zu Korrosionsschäden kommen, insbesondere in Verbindung mit Luft- oder Bodenfeuchtigkeit oder Flüssigkeiten in der Rohrleitung.